# Platja des Codolar
|  | Es Codolar també és una Torre de Tossa de Mar |

La platja des Codolar és una platja del sud de l'Eivissa, del municipi de Sant Josep de sa Talaia a la parròquia de Sant Francesc de s'Estany. Limita amb els estanys des Codolar de les salines i amb l'aeroport d'Eivissa (també conegut com a aeroport des Codolar). Es trona integrada en el Parc natural de ses Salines
La platja es troba a 9,5 km d'Eivissa i a 24,5 de Sant Josep de sa Talaia. Limita amb els estanys des Codolar de les salines i amb l'aeroport des Codolar o aeroport d'Eivissa.
És una platja oberta i llarga formada de còdols. El fons és primer de còdols i després de sorra amb vegetació submarina. La profunditat és d'1 m a 25 m de la riba i d'1,7 m a 50 m. L'orientació és a ponent fent que els vents no siguin forts a l'estiu.
La platja es divideix en dues parts: s'Arrentador de ses Bótes a la part occidental on antigament es rentaven les bótes de vi, i Sanvertesc a la part oriental. En un dels extrems es troben els penya-segats de Cap des Falcó.
Una de les grans atraccions d'aquesta platja són les seves vistes a les salines, una antiga explotació de sal, amb una panoràmica espectacular. Altra bella vista procedeix dels penya-segats de Cap d'Es Falcó, en l'extrem més allunyat de la platja.